# François-Melchior Chaudon
Pour les articles homonymes, voir Chaudon.
François-Melchior Chaudon, connu sous le nom de « Père Mayeul de Valensole », né à Valensole le 12 octobre 1739 et mort à Florence en 1812, est un biographe français.
Frère d’Esprit-Joseph et de Louis-Mayeul, il reçut, à son entrée chez les capucins, le nom de baptême de ce dernier pour nom de religion. Profès, le 4 août 1758, de la province de Provence, le P. Mayeul de Valensole était alors à Rome en qualité de secrétaire général de son ordre. 
Très lettré lui-même, il publia une biographie du fondateur de son ordre, le Bienheureux Laurent de Brindes, qui a eu deux éditions.
À la suppression du couvent de son ordre, dont il était secrétaire général, à Marseille, il exprima le désir de continuer à vivre en communauté dans le couvent de l’ordre de la ville d’Aix. Il était membre de l’Académie des Arcades.

## Publications
- Vie du B. Laurent de Brindes, Avignon, Aubanel, 1785, in-12.

## Pour approfondir